# États généraux de 1357
États généraux de 1357 : réunion des états généraux du royaume de France, à Paris, pendant la captivité du roi Jean II.
L'assemblée fut convoquée pour voter des subsides et traiter de la délivrance du roi. Cette assemblée est restée célèbre par les troubles qu'excita le prévôt Étienne Marcel et la promulgation le 3 mars 1357 de la grande ordonnance qui avait été votée le 28 décembre 1355. 

## Contexte
Vaincu et capturé le 19 septembre 1356 lors de la bataille de Poitiers, le roi de France Jean II le Bon laisse son royaume désemparé et en proie aux Anglais et aux grandes compagnies, qui ravagent le pays. Alors que le roi est envoyé à Londres, son fils aîné, le Dauphin Charles, prend le titre de Lieutenant général du royaume. 
Le dauphin rentre à Paris, et, confronté à de graves problèmes financiers et à la situation politique qui se dégrade chaque jour, il convoque la réunion des états généraux. La séance d'ouverture est prévue pour le 13 janvier 1357.

## Les ennemis du dauphin
Cependant, Charles, en tant que lieutenant général du royaume de France, a remplacé son père dans ses charges ; il le remplace également auprès de ses ennemis. La France est au bord de la guerre civile ; le vide politique laissé par la défaite de Poitiers et la capture du roi Jean ont laissé libre cours aux ambitions des marchands et bourgeois de Paris. Le chef de cette puissante congrégation est le prévôt des marchands, Étienne Marcel. Il représente l'opinion d'une partie de la population qui, lasse de la guerre et des échecs de l'armée française, souhaite fixer des limites au pouvoir du roi.
L'autre parti est le parti navarrais : son chef est Charles le Mauvais, le roi de Navarre et comte d'Évreux. Très proche cousin des rois de France, il considérait que ses prétentions à la couronne de France équivalaient (ou plus) les droits des Valois. Grand seigneur de sang royal, démagogue populaire et aussi assassin sans foi ni loi (il est le meurtrier de Charles de La Cerda, le favori de Jean II le Bon), Charles le Mauvais est certainement l'homme le plus cynique et le plus dangereux de son époque. Il joue un double jeu avec l'Anglais et le dauphin, promettant son soutien militaire à Édouard III tout en jurant amitié et fidélité au jeune dauphin Charles.